# Paparpati Jabdi
Paparpati Jabdi (nep. पिपरपाती जब्दी) – gaun wikas samiti w środkowej części Nepalu w strefie Narajani w dystrykcie Bara. Według nepalskiego spisu powszechnego z 2001 roku liczył on 338 gospodarstw domowych i 2617 mieszkańców (1217 kobiet i 1400 mężczyzn).